# Szmul Zygielbojm

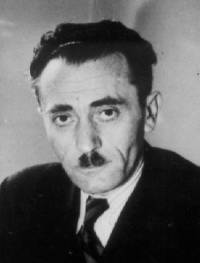
Szmul Zygielbojm (vor 1939)

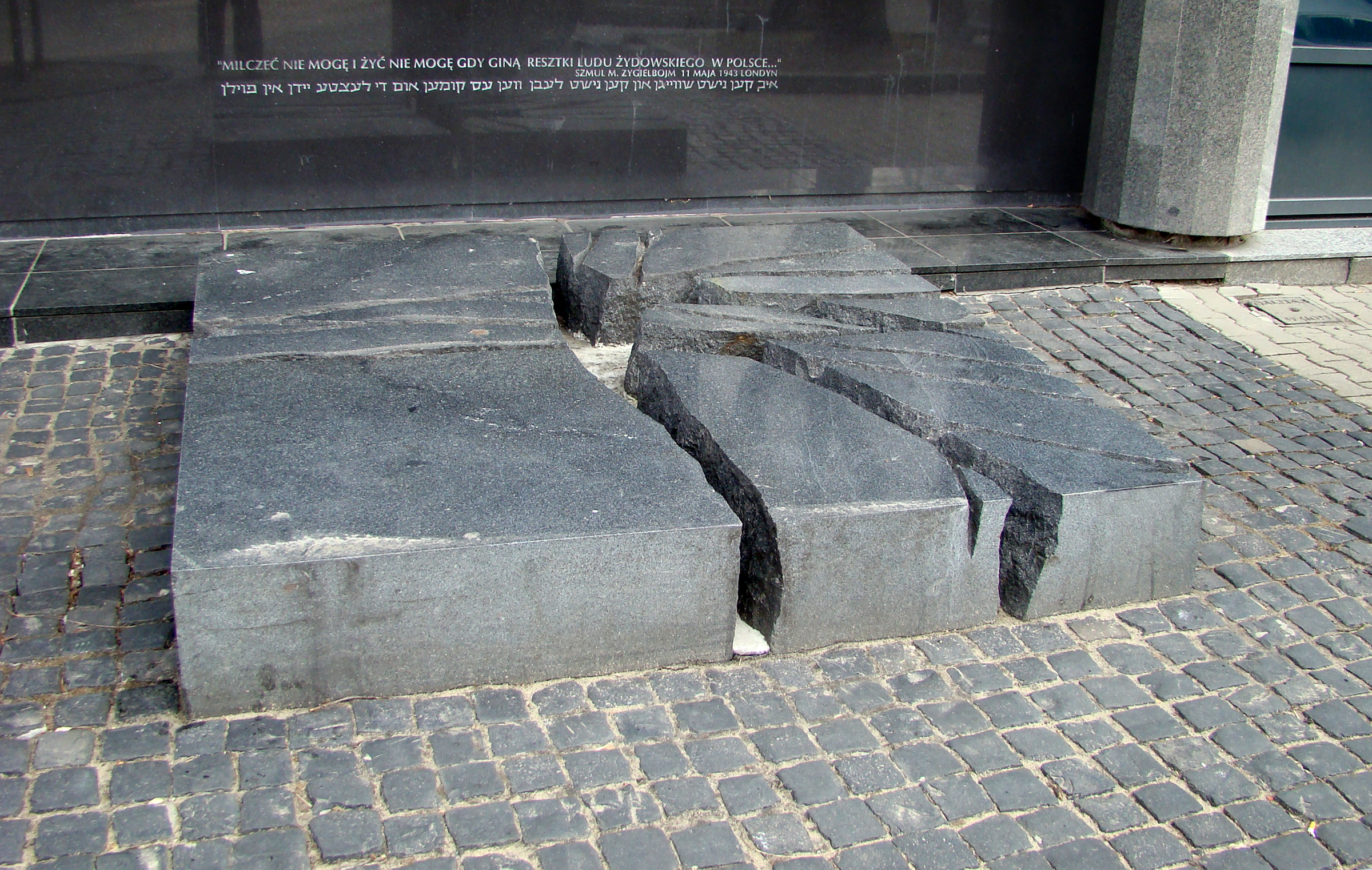
Gedenkplatte in Warschau, Inschriften in Polnisch und Jiddisch: „Ich kann nicht schweigen und kann nicht leben, während die letzten Juden in Polen umkommen ...“ (aus dem Abschiedsbrief, 11. Mai 1943)

Szmul Mordechaj Zygielbojm, שמואל זיגלבוים, Deckname Artur (* 21. Februar 1895 in Borowica; † 12. Mai 1943 in London) war ein jüdischer Politiker, Mitglied im Allgemeinen jüdischen Arbeiterbund, Herausgeber der Zeitschrift Arbeiter Fragen, Stadtrat von Warschau und Łódź. Seit 1942 war er Mitglied des Nationalrates der Republik Polen in London.

## Leben
Zygielbojm war eines der zehn Geschwister einer Familie. Schon im zehnten Lebensjahr begann er in einer Fabrik zu arbeiten. Dann begann er mit der Herstellung von Handschuhen Geld zu verdienen. Nach Ende des Ersten Weltkrieges und Gründung der Zweiten Polnischen Republik trat er in Chełm dem Allgemeinen jüdischen Arbeiterbund bei und wurde Geschäftsführer der Metallarbeitergewerkschaft. Ab 1924 gehörte er dem Zentralkomitee des Bundes an und war beim Zentralrat Jüdischer Gewerkschaften Geschäftsführer. 1927 wurde er zum Stadtrat von Warschau, 1938 von Łodź gewählt. Ab 1936 leitete er die Regionalstelle des Bundes in Łódź. Zygielbojm war verheiratet und Vater eines Sohnes. Seine Frau und sein Sohn wurden später Opfer des Holocaust.
Nach Beginn des Zweiten Weltkrieges organisierte er von Warschau aus mit Bundangehörigen die jüdische Widerstandsbewegung. Zygielbojm gehörte dem ersten Warschauer Judenrat als Vertreter des Bundes an. 1940 gelang es ihm nach Brüssel zu entkommen, wo er an der Konferenz der sozialdemokratischen Parteien Europas teilnahm.
Nach dem Angriff der Wehrmacht auf Belgien gelang ihm im September 1940 die Flucht über Frankreich nach New York. Von dort gelangte er im März 1942 nach London, wo er Mitglied des Nationalrates der Republik Polen wurde. Er versuchte die polnische Exilregierung über die Lage der polnischen Juden zu informieren, um eine Hilfsaktion zugunsten der noch lebenden jüdischen Menschen zu organisieren. Durch die BBC wurde Anfang Juni 1942 eine Rede Zygielbojms übertragen, in der er über die Deportation der polnischen Juden berichtete. Seine verzweifelte Tätigkeit blieb erfolglos. Die Alliierten glaubten nicht an die Nachrichten vom Holocaust. Auch sein Brief an den Präsidenten der Vereinigten Staaten blieb erfolglos.
Nach der Niederschlagung des Aufstandes im Warschauer Ghetto entschloss er sich, Suizid zu begehen, um damit das Gewissen der Welt zu alarmieren. Er hinterließ einen Abschiedsbrief an den Exilpräsidenten von Polen, Władysław Raczkiewicz und den Premierminister Władysław Sikorski. Sein Leichnam wurde in Golders Green eingeäschert, als Geste der Solidarität mit den Holocaustopfer.

## Aus dem Abschiedsbrief
„Gewiss tragen die Mörder im Grunde genommen selbst die Verantwortung für die Ausrottung des gesamten polnischen Judentums; indirekt aber erstreckt sich diese Verantwortung auch auf die übrige Menschheit, auf die Völker und Regierungen der Alliierten, denn sie haben nicht einmal den Versuch unternommen, solche Verbrechen zu verhindern oder ihnen ein Ende zu bereiten [...] Ich kann das nicht stillschweigend hinnehmen. Ich kann aber auch nicht weiter leben, wenn dort noch die Reste des polnischen Judentums, dem anzugehören auch ich die Ehre habe, umkommen.
Mit der Waffe in der Hand starben meine Freunde im letzten heldenhaften Kampf des Warschauer Ghettos. Mein Schicksal hat es nicht gewollt, dass ich mit ihnen gemeinsam sterbe. Doch auch ich gehöre zu ihnen in die Massengräber. Mit meinem Tod möchte ich zum letzten Mal gegen jene Passivität protestieren, mit der die ganze Welt zusieht und es zulässt, wie das jüdische Volk ausgerottet wird. Wie wenig ein Menschenleben heute gilt, weiss ich selbst. Lebend vermochte ich nicht viel zu wirken. Ich hoffe jedoch, dass mein Tod vielleicht dazu beitragen wird, jene aus ihrer Lethargie wachzurütteln, die selbst jetzt – im letzten Augenblick noch – vermöchten, die wenigen noch in Polen am Leben gebliebenen Juden zu retten.“ (Szmul Zygielbojm)